# Heinz Voigt (Ingenieur)
Heinz Jakob August Voigt (* 18. Dezember 1885 in Frankfurt am Main; † 18. April 1958 in Kelkheim (Taunus)) war ein deutscher Ingenieur und Hochschullehrer.

## Leben
Heinz Voigt war ein Sohn des Elektrotechnikers und Unternehmers Heinrich Voigt. Er studierte an der Technischen Hochschule Braunschweig und schloss sein Ingenieurstudium 1911 ab. Seit 1906 gehörte er wie schon sein Vater der Braunschweiger Burschenschaft Germania an. Von 1911 bis 1914 war er Regierungsbauführer bei der Eisenbahndirektion in Hannover. Im August 1914 wurde er an der Technischen Hochschule Hannover zum Doktoringenieur promoviert. Von 1919 bis 1921 war Voigt Regierungsbaumeister bei den Preußischen Kraftwerken in Oberweser. Von 1922 bis 1930 leitete er als Direktor in der Wintershall AG die Kraft-, Wärme- und Elektrowirtschaft aller Konzernwerke. Zum April 1930 wurde Voigt ordentlicher Professor für Wärmetechnik und Vorstand des Wärmetechnischen Instituts an der Technischen Hochschule Darmstadt. Dort war er von 1935 bis 1937 Dekan der Abteilung Maschinenbau, Papier- und Gasingenieurwesen, Luftfahrt. Zum 31. Oktober 1954 wurde er emeritiert. Danach war er als wissenschaftlicher Berater tätig.
Heinz Voigt gehörte dem Verein Deutscher Ingenieure (VDI) mit der Mitgliedsnummer 27199 an. Dort war er 1931 Obmann der Hauptstelle für Wärmewirtschaft.
Heinz Voigt war seit 1919 mit Bertha geborene Müller verheiratet.